# 大出真也
大出 真也（おおいで しんや、1970年7月13日 - ）は、日本の元俳優。

## 人物・略歴
- 父は俳優の大出俊。女優の工藤明子は継母である。

## 主な出演作品

### テレビドラマ
- 徳川慶喜（1998年、NHK） - 徳川家定役
- はみだし刑事情熱系PART2「殺人懸賞金1000万要求!銭ゲバ女の涙…」（1998年1月28日、テレビ朝日）

| スタブアイコン | サブスタブ | この項目は、まだ閲覧者の調べものの参照としては役立たない、俳優（男優・女優）に関連した書きかけの項目です。この項目を加筆・訂正などしてくださる協力者を求めています（P:映画/PJ芸能人）。 |